# Doricha eliza
Doricha eliza е вид птица от семейство Колиброви (Trochilidae). Видът е почти застрашен от изчезване.

## Разпространение
Разпространен е в Мексико.